# Indianapolis 500 1982

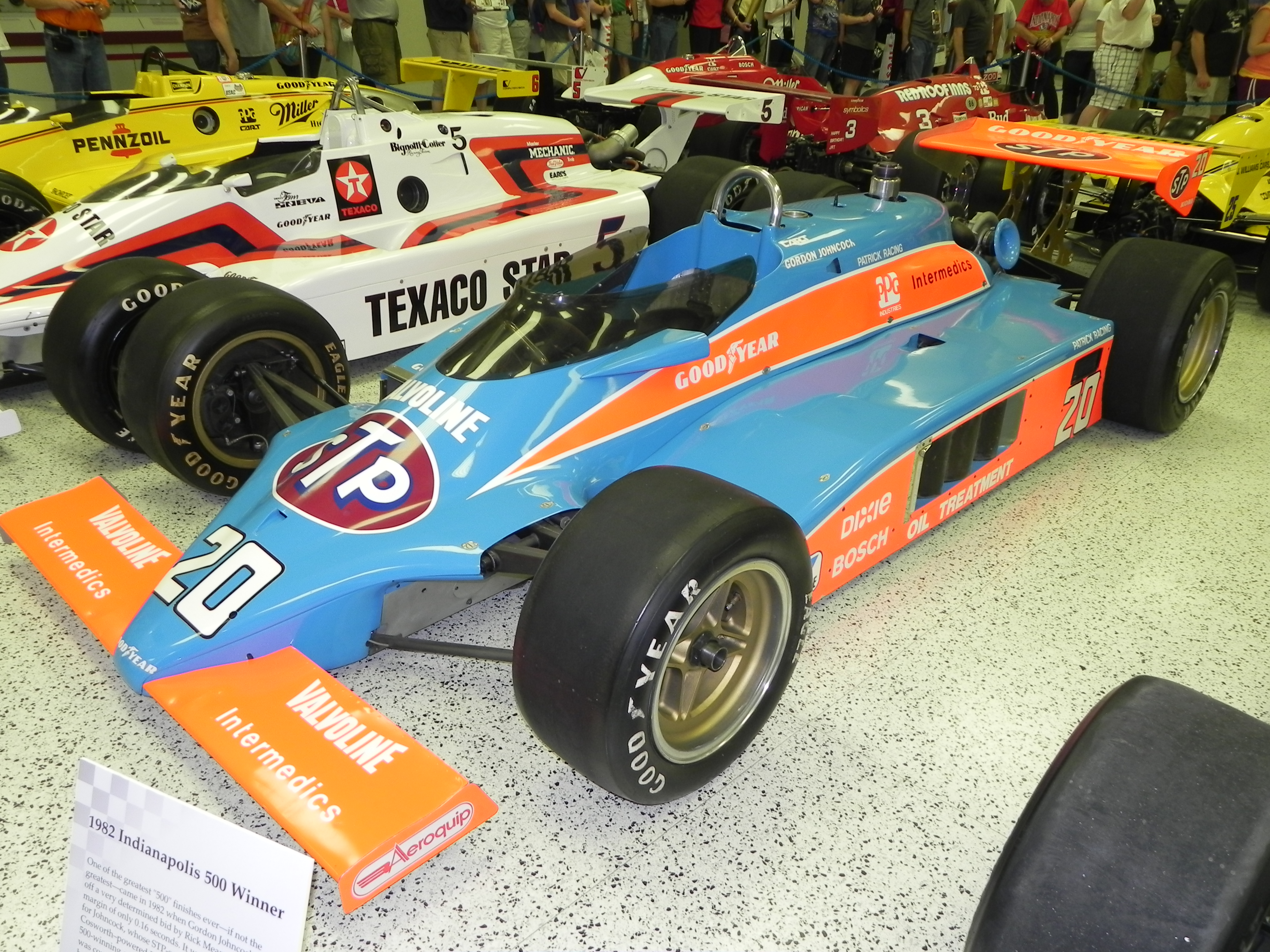
Wildcat 8B, Siegerwagen von Gordon Johncock

Das 66. Indianapolis 500 (offiziell 66th Running of the Indianapolis 500) auf dem Indianapolis Motor Speedway fand am 30. Mai 1982 statt.

## Das Rennen
Das Rennen ging über eine Distanz von 200 Runden à 4,023 km, was einer Gesamtdistanz von 804,672 km entspricht. Aus der Pole Position startete Rick Mears (Team Penske) mit einer Vierrunden-Durchschnittszeit von 2:53.910 Min. oder 207,004 mph (333,141 km/h). Die schnellste Runde im Rennen drehte ebenfalls Mears in 44,88 Sekunden (200,535 mph). Das Rennen war der sechste Lauf zur USAC Championship Car season 1981/82.

## Ergebnisse

### Startaufstellung
| Reihe | Innen | Innen            | Mitte | Mitte            | Außen | Außen                 |
| ----- | ----- | ---------------- | ----- | ---------------- | ----- | --------------------- |
| 1     | 1     | Rick Mears       | 4     | Kevin Cogan      | 14    | A. J. Foyt            |
| 2     | 40    | Mario Andretti   | 20    | Gordon Johncock  | 94    | Bill Whittington      |
| 3     | 7     | Tom Sneva        | 91    | Don Whittington  | 25    | Danny Ongais          |
| 4     | 3     | Pancho Carter    | 12    | Chip Ganassi     | 5     | Johnny Rutherford     |
| 5     | 53    | Danny Sullivan   | 28    | Herm Johnson     | 52    | Héctor Rebaque        |
| 6     | 10    | Al Unser         | 19    | Bobby Rahal      | 30    | Howdy Holmes          |
| 7     | 31    | Roger Mears      | 21    | Geoff Brabham    | 75    | Dennis Firestone      |
| 8     | 68    | Michael Chandler | 95    | Dale Whittington | 42    | Jim Hickman           |
| 9     | 34    | Johnny Parsons   | 35    | George Snider    | 16    | Tony Bettenhausen jr. |
| 10    | 69    | Jerry Sneva      | 39    | Chet Fillip      | 8     | Gary Bettenhausen     |
| 11    | 27    | Tom Bigelow      | 66    | Pete Halsmer     | 55    | Josele Garza          |

### Schlussklassement
Wetter: bewölkt, 26°
| Pos. | Nr. | Fahrer                | Team                    | Chassis        | Motor     | Rd. | Zeit/Rückstand         | Start |
| ---- | --- | --------------------- | ----------------------- | -------------- | --------- | --- | ---------------------- | ----- |
| 1    | 20  | Gordon Johncock (W)   | Patrick Racing          | Wildcat 8B     | Cosworth  | 200 | 3:05:09.14 162,029 mph | 5     |
| 2    | 1   | Rick Mears (W)        | Team Penske             | Penske PC-10   | Ford      | 200 | 0,16 Sek.              | 1     |
| 3    | 3   | Pancho Carter         | Morales-Capels          | March 82X      | Cosworth  | 199 | 1 Rd.                  | 10    |
| 4    | 7   | Tom Sneva             | Bignotti-Cotter         | March 82C      | Cosworth  | 197 | Motor                  | 7     |
| 5    | 10  | Al Unser (W)          | Longhorn Racing         | Longhorn LR-03 | Cosworth  | 197 | 3 Rd.                  | 16    |
| 6    | 91  | Don Whittington       | Whittington Brothers    | March 82C      | Cosworth  | 196 | 4 Rd.                  | 8     |
| 7    | 42  | Jim Hickman (R)       | Rattlesnake Racing      | March 81C      | Cosworth  | 189 | 11 Rd.                 | 24    |
| 8    | 5   | Johnny Rutherford (W) | Chaparral Cars          | Chaparral      | Cosworth  | 187 | Motor                  | 12    |
| 9    | 28  | Herm Johnson (R)      | Team Menard             | Eagle 81       | Chevrolet | 186 | 14 Rd.                 | 14    |
| 10   | 30  | Howdy Holmes          | Doug Shierson Racing    | March 82C      | Cosworth  | 186 | 14 Rd.                 | 18    |
| 11   | 19  | Bobby Rahal (R)       | Truesports              | March 82C      | Cosworth  | 174 | Motor                  | 17    |
| 12   | 8   | Gary Bettenhausen     | Lindsey Hopkins Racing  | Lightning      | Cosworth  | 158 | Motor                  | 30    |
| 13   | 52  | Héctor Rebaque (R)    | Forsythe Racing         | March 82C      | Cosworth  | 150 | Brand                  | 15    |
| 14   | 53  | Danny Sullivan (R)    | Forsythe Racing         | March 82C      | Cosworth  | 148 | Unfall                 | 13    |
| 15   | 12  | Chip Ganassi (R)      | Rhoades Racing          | Wildcat        | Cosworth  | 147 | Motor                  | 11    |
| 16   | 94  | Bill Whittington      | Whittington Brothers    | March 81C      | Cosworth  | 121 | Motor                  | 6     |
| 17   | 68  | Michael Chandler      | Newman Freeman Racing   | Eagle 81       | Chevrolet | 104 | Getriebe               | 22    |
| 18   | 27  | Tom Bigelow           | HBK Racing              | Eagle 81       | Chevrolet | 96  | Motor                  | 31    |
| 19   | 14  | A. J. Foyt (W)        | Gilmore-Foyt Racing     | March 82C      | Cosworth  | 95  | Kraftübertragung       | 3     |
| 20   | 34  | Johnny Parsons        | Wysard Racing           | March 82C      | Cosworth  | 92  | Dreher                 | 25    |
| 21   | 35  | George Snider         | Fletcher Racing         | March 82C      | Cosworth  | 87  | Motor                  | 26    |
| 22   | 25  | Danny Ongais          | Interscope Racing       | Interscope     | Cosworth  | 62  | Unfall                 | 9     |
| 23   | 69  | Jerry Sneva           | Hoffman Auto Racing     | March 81C      | Cosworth  | 61  | Unfall                 | 28    |
| 24   | 39  | Chet Fillip (R)       | Circle Bar Auto Racing  | Eagle 81       | Cosworth  | 60  | Unfall                 | 29    |
| 25   | 66  | Pete Halsmer          | Arciero Racing          | Eagle 81       | Chevrolet | 38  | Kraftübertragung       | 32    |
| 26   | 16  | Tony Bettenhausen jr. | H&R Racing              | March 82C      | Cosworth  | 37  | Unfall                 | 27    |
| 27   | 75  | Dennis Firestone      | B.C.V. Racing           | Eagle 81       | Milodon   | 37  | Hinterachse            | 21    |
| 28   | 21  | Geoff Brabham         | Bignotti-Cotter         | March 82C      | Cosworth  | 12  | Motor                  | 20    |
| 29   | 55  | Josele Garza          | Garza Racing            | March 82C      | Cosworth  | 1   | Motor                  | 33    |
| 30   | 4   | Kevin Cogan           | Team Penske             | Penske PC-10   | Ford      | 0   | Unfall                 | 2     |
| 31   | 40  | Mario Andretti (W)    | Patrick Racing          | Wildcat 8B     | Cosworth  | 0   | Unfall                 | 4     |
| 32   | 31  | Roger Mears (R)       | Machinists Union Racing | Penske PC-9B   | Cosworth  | 0   | Unfall                 | 19    |
| 33   | 95  | Dale Whittington (R)  | Whittington Brothers    | March 82C      | Cosworth  | 0   | Unfall                 | 23    |

(W)=früherer Gewinner / (R)=Rookie / alle Starter auf Goodyear-Reifen / Gelbphasen: 7 für 35 Rd.

### Führungsrunden
| Fahrer          | Team                   | Anzahl |
| --------------- | ---------------------- | ------ |
| Rick Mears      | Team Penske            | 77     |
| Gordon Johncock | Patrick Racing         | 57     |
| A. J. Foyt      | Gilmore-Foyt Racing    | 32     |
| Tom Sneva       | Bignotti-Cotter Racing | 31     |
| Don Whittington | Whittington Brothers   | 2      |
| Danny Ongais    | Interscope Racing      | 1      |